# Annopol (Siemiatycze)
 Annopol – część miasta Siemiatycze w powiecie siemiatyckim w województwie 
 podlaskim położona w jego południowej części. Rozpościera się wzdłuż ulicy Annopolskiej
Do 1934 roku należał do gminy Siemiatycze w  powiecie bielskim w województwie białostockim. 16 października 1933 utworzył gromadę w gminie Siemiatycze.
15 kwietnia 1934 Annopol włączono do Siemiatycza (434 ha).